# Chorla, Khanapur
Chorla là một làng thuộc tehsil Khanapur, huyện Belgaum, bang Karnataka, Ấn Độ.